# ВАГ-73
ВАГ-73 — опытный автоматический пистолет под экспериментальный безгильзовый патрон калибра 7,62 мм, разработанный советским инженером В. А. Герасименко в начале 70-х годов XX века. Само название пистолета — это аббревиатура из первых букв имени, отчества и фамилии советского инженера Владимира Алексеевича Герасименко, а число 73 — год появления на свет пистолета. Впрочем, это вторая модель, в 1972 году Герасименко изобрел ещё более раннюю модификацию, которая отличалась магазином. Устройство оружия позволяет вести огонь самовзводом и с предварительным взведением курка. Вести стрельбу можно не только одиночными выстрелами, но и очередями. Чтобы повысить эффективность и точность стрельбы в автоматическом режиме, в конструкцию пистолета был введен специальный пневматический замедлитель, тормозящий затвор при его движении в крайнее заднее положение. Помимо необычного боеприпаса, особенностью данной системы также является огромная ёмкость «тандемного» магазина (48 патронов).
Сама по себе история создания этого пистолета весьма показательна тем, что в советские времена в инициативном порядке велась вполне гласная разработка боевого оружия человеком без какого-либо оружейного образования.

## Боеприпасы
Для стрельбы из пистолетов Герасименко использовались 7,62-мм безгильзовые патроны, у которых пороховой метательный заряд размещался в самой пуле. Такой вариант безгильзовых патронов иногда именуют патрон-пуля или пуля-патрон. Пуля стальная точёная, сзади имеет полость для заряда и внутреннюю резьбу, в которую вворачивается латунная капсюльная втулка. Во втулку впрессован капсюльный состав, покрытый снаружи лаком или медной фольгой. Фланец этой втулки также служит для врезания в нарезы ствола, то есть выполняет функцию ведущего пояска. После накола (инициирования) капсюль выгорает воспламеняя заряд внутри и освобождая занятое собой отверстие для истечения пороховых газов изнутри патрона-пули.
|  |  |  |